# Wyżanka
Wyżanka – wzniesienie o wysokości 62,5 m n.p.m. na Równinie Gryfickiej, położone w woj. zachodniopomorskim, w gminie Gryfice. Ok. 0,6 km na zachód od wzniesienia znajduje się Świeszewo, a ok. 1 km na południowy wschód Jezioro Kołomąckie.
Przy południowym stoku wzniesienia przebiega droga Świeszewo–Kołomąć.
Nazwę Wyżanka wprowadzono urzędowo rozporządzeniem w 1949 roku, zastępując poprzednią niemiecką nazwę Mühl Berg.